# Саглынский сумон
Саглынский сумон — административно-территориальная единица (сумон) и муниципальное образование со статусом сельского поселения в Овюрском кожууне Тывы Российской Федерации.
Административный центр и единственный населённый пункт сумона — село Саглы.

## Население
| 2017 | 2018 |
| ---- | ---- |
| 767  | ↗773 |